# John Roycroft
Arthur John Roycroft, né en 1929, est un compositeur d'études d'échecs anglais. Il a fondé en 1965 la revue d'études d'échecs EG (End Game) et a écrit plusieurs livres sur le sujet.

## Biographie
Roycroft est également juge international pour la composition depuis 1959. Il a été l'éditeur de la rubrique d'études pour le British Chess Magazine en 1973-1974.
Roycroft est l'un des inventeurs du code GBR (initiales de Guy, Blandford et Roycroft) permettant de classer les études et des compositions selon le type de pièces.
Il a collaboré avec Ken Thompson des laboratoires Bell à la conception de programmes servant à la fabrication de tables de finales de quatre et cinq pièces. Certaines des finales de Dame contre Dame et pion furent publiés par Roycroft dans trois livres parus en 1986, trois ans avant que la base soit entièrement disponible sur CD.

## Publications
- Test Tube Chess, Faber and Faber, 1972,  (ISBN 0-571-09573-9).
  - Édition révisée : The Chess Endgame Study, Dover, 1981.
- Queen and Pawn on a2 against Queen, Chess Endgame Consultants and Publishers, avril 1986,  (ISBN 1-869874-00-5)
- Queen and Pawn on a6 against Queen, Chess Endgame Consultants and Publishers, mai 1986,  (ISBN 1-869874-05-6)
- Queen and Pawn on b7 against Queen, Chess Endgame Consultants and Publishers, juin 1986,  (ISBN 1-869874-10-2)
- Richard Guy's Chess Endgame Studies, Prime Actions, Kenneth Solja, Helsinki, 1996.  (ISBN 951-96771-3-5)
- Hugh Blandford : Published Works & Notebooks, Russell Enterprises, 1998,  (ISBN 1-888690-03-8)